# Karl Gamper
Karl Gamper (* 7. November 1949 in Wattens, Tirol) ist ein österreichischer Autor, Coach und Dozent.

## Leben
Er legte seine Matura im Jahre 1970 ab und studierte nachfolgend an der Leopold-Franzens-Universität in Innsbruck Betriebswirtschaft. Nach dem abgeschlossenen Studium arbeitete er für lokale Zeitungen und konzentrierte sich sehr bald auf konzeptionelle Texte.
In den späten 70er Jahren entwickelte er ein neues, ganzheitlich ausgerichtetes Marketingkonzept, das er „holistische Werbung“ nannte.
Von 1992 bis 2005 arbeitete Karl Gamper als selbständiger Business-Trainer und Bewusstseins-Coach.
Im Jahre 2000 gestaltete er mit seiner zweiten Frau, Jwala Gamper, das 400 Jahre alte Claudiaschlössl im Tiroler Seendorf Kramsach zu einem Retreat- und Kraftplatz um.
Seit 2005 arbeitet Karl Gamper als Autor. Er schrieb mehrere Bücher und betreibt mit seiner Frau eine Firma.
2014 veröffentlichte er den Fernlehrgang „Die Vision von NeuLand“.

## Werke
- Gründung NeuLand-Funk. Start mit dem Hörbuch: „#600. Die Ebenen des Bewusstseins“ 2017  www.neulandfunk.com
- Aufbruch nach NeuLand - kostenfreier Online-Kurs Momanda Verlag 2016, www.neuland.gr8.com
- Ich bin genial. Die sieben Erkenntnisse zum Genius KOHA Verlag 2015, ISBN 3-86728-267-6.
- Die Vision von NeuLand – dein Quantensprung in 21 Phasen. Fernlehrgang, Momanda 2014,
- Die Inneren Helfer. Mit den Kräften des Kosmos zu einem erfüllten Leben. KOHA Verlag 2014, ISBN 3-86728-266-8.
- Karawane der Freude: Wie aus Enge Weite wird. Trinity 2012, ISBN 3-95550-018-7.
- Erfolg ist menschlich. Das Prinzip gegenseitiger Förderung. Kamphausen 2009, ISBN 3-9523373-2-3
- Es ist alles gesagt. 206 Seiten, Edition Gamper 2007
- Wolle was komme. Edition.SIGN 2006
- So schön kann Wirtschaft sein: Der Aufbruch der Kulturell-Kreativen. Kamphausen 2005, ISBN 3-89901-073-6
- Der neue Unternehmer, Edition Gamper 2004
- wu-wei - Das Neue Handeln - edition Gamper 1997
- Die Chance arbeitslos, Weiter Punkt Verlag 1990
- Stadtfenster. Jahrbücher über die „Sanfte Verschwörung in Tirol“, 1984–1989
- Bilderfühlen, Weiter Punkt Verlag 1983